# دانشگاه پادووا
دانشگاه پادووا (ایتالیایی: Università degli Studi di Padova) یک دانشگاه برتر ایتالیایی یکی از کهن‌ترین و معتبرترین دانشگاه‌ها جهان با بیش از هشتصد سال قدمت استکه در شهر پادووا، ایتالیا واقع شده‌است. این دانشگاه در سال ۱۲۲۲ به عنوان مدرسه حقوق تأسیس شد و یکی از برجسته‌ترین دانشگاه‌ها در اوایل اروپای مدرن و ملقب به «مادر رنسانس» بود و چندین نسل آن را مرکز طب اروپا می‌شناخت. پادووا دومین دانشگاه در ایتالیا و پنجمین دانشگاه قدیمی باقی مانده در جهان است. این دانشگاه در سال ۲۰۱۰، حدود ۶۵۰۰۰ دانشجو داشت. در سال ۲۰۱۶ «بهترین دانشگاه» در میان موسسات آموزش عالی ایتالیا بود، و در سال ۲۰۱۸، بهترین دانشگاه ایتالیایی طبق رتبه‌بندی دانشگاه‌های جهان (ARWU) رتبه‌بندی شده‌است. دانشگاه پادووا در حالی هشتصد و دومین سال تأسیس خود را جشن می‌گیرد که طبق رتبه‌بندی معتبر آمریکایی یواس نیوز اند ورلد ریپورت در سال ۲۰۲۳ رتبه نخست را در بین دانشگاه‌های ایتالیا و رتبه ۱۱۵ در بین دانشگاه‌های جهان را به خود اختصاص داده‌است. همچنین این دانشگاه در رتبه‌بندی دانشگاه‌ها و مؤسسه‌های آموزش عالی (CWUR) در سال ۲۰۲۳ در رتبه دوم بهترین دانشگاه‌های ایتالیا و رتبه ۱۷۱ در بین بهترین دانشگاه‌های جهان را کسب کرده‌است.
تدریس پزشکی در این دانشگاه از سال ۱۲۵۰ میلادی آغاز شد و طبق رتبه‌بندی دانشگاهی کیواس در سال ۲۰۲۳ دانشکده پزشکی دانشگاه پادووا رتبه ۱۲۵ در جهان قرار گرفته‌است. همچنین طبق مجله نیوزویک که توسط مؤسسه واشینگتن پست منتشر می‌شود، بیمارستان وابسته به دانشگاه پادووا (Azienda Ospedaliera di Padova) در سال ۲۰۲۲ در رتبه ۹۲ در بین بهترین بیمارستان‌های جهان جای گرفت که در نوع خود حائز اهمیت است.
بر اساس رتبه‌بندی دانشگاهی کیواس، دانشگاه پادووا در بین ۲۵۰ دانشگاه برتر در جهان قرار دارد و در سال ۲۰۲۴ رتبه ۲۱۹ را به خود اختصاص داده‌است.
بر اساس رتبه‌بندی شانگهای(رتبه‌بندی دانشگاه‌های جهان) دانشگاه پادووا در بین ۲۰۰ دانشگاه برتر جهان و دومین دانشگاه برتر ایتالیا در سال ۲۰۲۳ قرار گرفته‌است.
طبق نظام رتبه‌بندی لایدن هلند، دانشگاه پادووا رتبه دوم را در ایتالیا و ۱۰۴ را در جهان کسب کرده‌است
هم‌اکنون این دانشگاه مورد تأیید وزارت بهداشت، درمان و آموزش پزشکی و وزارت علوم، تحقیقات و فناوری می‌باشد و توسط وزارت علوم در گروه ممتاز (درجه یک) دسته‌بندی شده‌است.

## اداره و سازمان
دانشگاه پادووا از ۳۲ دپارتمان و ۸ کالج تشکیل شده‌است و دارای ۴۳ مرکز تحقیقاتی می‌باشد. همچنین این دانشگاه دارای ۹ موزه است که یک میراث ارزشمند تاریخی، هنری و علمی است. مجموعه‌های غنی که بزرگ‌ترین موزه علوم دانشگاهی در اروپا است که تاریخ دانشگاه را برای هشت قرن مشخص کرده‌اند.
بودجه این دانشگاه در سال ۲۰۲۳ مبلغ ۸۳۱ میلیون یورو می‌باشد که ۱۲۵ میلیون یورو از این مبلغ صرف تحقیقات علمی شده‌است.
دانشگاه پادووا عضو شبکه تحقیقاتی دانشگاهی گروه کویمبرا می‌باشد.

## مشاهیر
گالیلئو گالیله، اخترشناس، فیزیک‌دان و مهندس ایتالیایی که پدر علم مدرن لقب یافته‌است.
نیکلاس کوپرنیک، اخترشناس، ریاضی‌دان و اقتصاددانی لهستانی-آلمانی بود که نظریه خورشیدمرکزی منظومه شمسی را گسترش داد.
ویلیام هاروی، طبیب بزرگ و زیست‌شناس انگلیسی بود. او جاعل کشف دستگاه گردش خون است.
الکساندروس ماوروکورداتوس، نخست‌وزیر کشور یونان در چند دوره مختلف بوده‌است.
لوئیجی لوتزاتی، نخست‌وزیر اهل پادشاهی ایتالیا بوده‌است.
کابینه دراگی، شصت و هفتمین کابینه جمهوری ایتالیا.